# IFA Fistball World Tour 2022
Die fünfte Austragung der IFA Fistball World Tour findet 2022 statt. Von März bis November finden insgesamt 25 Turniere statt.

## Tourinformationen
2022 werden insgesamt 25 Turniere in 8 Nationen auf fünf Kontinenten ausgetragen. Mit 7 Austragungen finden die meisten Turniere in Österreich statt.

## Turnierserien
| Kategorie            | Frauen      | Männer      |
| -------------------- | ----------- | ----------- |
| IFA World Tour Major | 6 Turniere  | 6 Turniere  |
| IFA World Tour 500   | 14 Turniere | 14 Turniere |
| IFA World Tour 250   | 3 Turniere  | 5 Turniere  |

## World Tour Punkte
| Turnier-Kategorie    | 1.   | 2.  | 3.  | 4.  | 5.    | 6.  | 7.  | 8.  | 9.   | 10. |
| -------------------- | ---- | --- | --- | --- | ----- | --- | --- | --- | ---- | --- |
| IFA World Tour Major | 1000 | 800 | 600 | 500 | 450   | 400 | 360 | 320 | 290  | 260 |
| IFA World Tour 500   | 500  | 400 | 300 | 250 | 225   | 200 | 180 | 160 | 145  | 130 |
| IFA World Tour 250   | 250  | 200 | 150 | 125 | 112,5 | 100 | 90  | 80  | 72,5 | 65  |

## Turnierplan

### März
| Datum           | Turnier                                                                | Sieger | 2. Platz | 3. Platz |
| --------------- | ---------------------------------------------------------------------- | ------ | -------- | -------- |
| 05.03. - 06.03. | Copa Baica Mercês de Punhobol Curitiba, Brasilien IFA World Tour 500   |        |          |          |
| 05.03. - 06.03. | Copa Baica Mercês de Punhobol Curitiba, Brasilien IFA World Tour 500   |        |          |          |
| 26.03. - 27.03. | IFA World Tour Tournament Duque Curitiba, Brasilien IFA World Tour 500 |        |          |          |
| 26.03. - 27.03. | IFA World Tour Tournament Duque Curitiba, Brasilien IFA World Tour 500 |        |          |          |

### April
| Datum           | Turnier                                                                          | Sieger | 2. Platz | 3. Platz |
| --------------- | -------------------------------------------------------------------------------- | ------ | -------- | -------- |
| 09.04. - 10.04. | Intern. Faustballturnier Karlsdorf Karlsdorf, Deutschland IFA World Tour 500     |        |          |          |
| 09.04. - 10.04. | Intern. Faustballturnier Karlsdorf Karlsdorf, Deutschland IFA World Tour 500     |        |          |          |
| 15.04. - 16.04. | IFA World Tour Tournament Rosario Rosario, Argentinien IFA World Tour 500        |        |          |          |
| 15.04. - 16.04. | IFA World Tour Tournament Rosario Rosario, Argentinien IFA World Tour 500        |        |          |          |
| 13.04. - 14.04. | wtv-Stuttgart-Open Stuttgart, Deutschland IFA World Tour 750                     |        |          |          |
| 13.04. - 14.04. | wtv-Stuttgart-Open Stuttgart, Deutschland IFA World Tour 750                     |        |          |          |
| 12.04. - 14.04. | Eulachturnier Elgg, Schweiz IFA World Tour 500 (F) / 750 (M)                     |        |          |          |
| 12.04. - 14.04. | Eulachturnier Elgg, Schweiz IFA World Tour 500 (F) / 750 (M)                     |        |          |          |
| 23.04.          | Greisinger Trophy Münzbach, Österreich IFA World Tour 500                        |        |          |          |
| 23.04.          | Greisinger Trophy Münzbach, Österreich IFA World Tour 500                        |        |          |          |
| 23.04.          | IFA World Tour Tournament Schärding Schärding, Österreich IFA World Tour 250 (M) |        |          |          |
| 30.04. - 01.05. | Intern. Frühlingsturnier Vaihingen Vaihingen, Deutschland IFA World Tour 500     |        |          |          |
| 30.04. - 01.05. | Intern. Frühlingsturnier Vaihingen Vaihingen, Deutschland IFA World Tour 500     |        |          |          |